# Cosimo Rizzotto
Cosimo Rizzotto (Cologna Veneta, 1893. június 26. – Milánó, 1963. február 18.) első világháborús olasz ászpilóta. Szolgálati ideje alatt 6 igazolt légi győzelmet szerzett, ezzel az olasz légierő egyik ászpilótájává vált. A háborút túlélte, további sorsa azonban ismeretlen, 1963-ban hunyt el.

## Pályafutása
Az első világháború kitörése után egy évvel, 1915-ben Olaszország is belépett a háborúba, amelynek hatására számos olasz férfit soroztak be, de volt aki önként jelentkezett katonai szolgálatra. Rizzotto életrajza többségében ismeretlen, és csupán repülési karrierjéről maradtak fenn érdemleges adatok. Azonban az valószínűsíthető, hogy a pilótaképzés előtt a gyalogságnál, vagy a lovasságnál szolgált.
A Squadriglia 77-hez (77. repülő osztag) került, és 1917. február 28-án megszerezte első győzelmét, Monfalcone légterében. Következő bevetései nem voltak sikeresek, azonban június 7-én ismét elkönyvelhetett egy légi győzelmet. Négy napra rá 11-én Voiscizza légterében megszerezte harmadik légi győzelmét is. Július 29-én lelőtt egy ellenséges gépet (független szemtanú hiányában) azonban nem tudta igazolttá tenni. 1917. szeptember 29-én megszerezte 4. igazolt győzelmét. 1917. november 6-án 11 óra körül felszállt, és lelőtt egy osztrák-magyar Hansa-Brandenburg C.I-est, majd még egyet 1918. június 15-én.
További élete ismeretlen, 1963. február 18-án, 70 éves korában hunyt el.

## Légi győzelmei
| Sorszám     | Dátum                | Egység | Ellenfél              | Helyszín                |
| ----------- | -------------------- | ------ | --------------------- | ----------------------- |
| 1           | 1917. február 28.    | 77ª    | Ismeretlen            | Monfalcona              |
| 2           | 1917. június 7.      | 77ª    | Ismeretlen            | Castanivizza            |
| 3           | 1917. június 11.     | 77ª    | Ismeretlen            | Voiscizza               |
| Igazolatlan | 1917. június 29.     | 77ª    | Ismeretlen            | Sand Daniele            |
| 4           | 1917. szeptember 29. | 77ª    | Ismeretlen            | Pietre Rosse            |
| 5           | 1917. november 6.    | 77ª    | Hansa-Brandenburg C.I | San Michele di Cogliano |
| 6           | 1918. június 15.     | 77ª    | Hansa-Brandenburg     | Ponte de Piave          |